# Corybas recurvus
Corybas recurvus är en orkidéart som beskrevs av David Lloyd Jones. Corybas recurvus ingår i släktet Corybas, och familjen orkidéer.
Artens utbredningsområde är Western Australia. Inga underarter finns listade i Catalogue of Life.